# Aye Nyein Thu
Aye Nyein Thu (birmà: အေးငြိမ်းသူ)  (Xin, 1996) és una metgessa de l'estat de Xin de Myanmar, coneguda com A Nyein.
El primer trimestre del 2001 va participar activament en les manifestacions contra el cop d'estat del govern militar a Mandalay. L'Exèrcit de Myanmar la va acusar el setembre de 2021 de proporcionar suport sanitari a desplaçats interns del municipi de Mindat i de donar suport als grups antigovernamentals. L'exèrcit va detenir tres metges que li donaven suport i va confiscar equips mèdics. El novembre del 2021 va construir un hospital improvisat amb un quiròfan, i quan pot visita pacients en altres regions pobres de la zona. El 2022 va ser inclosa en la llista de les 100 dones més inspiradores de l'any per la BBC.